# Tierra pura (budismo)
Una tierra pura es el reino celestial de un buda o bodhisattva en el budismo mahayana. Especialmente en el budismo de la tierra pura, el concepto se refiere a un reino de existencia no samsárico en el que todas las condiciones para la práctica espiritual se consideran favorables para la consecución de la Budeidad y se pueden acumular grandes méritos espirituales. 
El término "tierra pura" es propio del budismo de Asia oriental (en chino 淨土, Jìngtǔ) y de tradiciones afines; en sánscrito, el concepto equivalente recibe el nombre de "campo de Buda" (en sánscrito buddhakṣetra). Las diversas tradiciones que se centran en las tierras puras son generalmente llamadas de budismo de la tierra pura. También aparecen tierras puras en la literatura y las tradiciones del taoísmo y el bon.
Las enseñanzas encontradas en los tres sutras de la tierra pura son la fuente principal para las doctrinas de la Tierra Pura sobre la Tierra Pura de Amitabha en el budismo de Asia Oriental.

## Principio
Según Jérôme Ducor, una tierra o campo de Buda es el campo de realización de un Buda perfectamente realizado. Esta concepción tiene su origen en el hecho de que un Buda sigue actuando después de su despertar, realizando la "obra de Buda" y difundiendo los frutos de su realización a los seres que aún no han despertado, gracias a la enseñanza del camino de la liberación.
Según el Mahavamsa, el dominio de su vida terrenal es el yâtikkheta, que puede ser impuro (穢土) o mixto, por ejemplo, nuestro mundo, como el yâtikkheta del Buda Sakyamuni. El dominio en el que se extiende su enseñanza es el ânâkkheta. El reino al que se extienden su sabiduría y conocimiento es el visayakkheta, que se considera ilimitado. Las dos últimas son tierras puras (en chino 淨土, Jìngtǔ) resultantes de sus realizaciones y que manifiestan sus cualidades; quienes tienen afinidad con ellas renacen allí. De nuevo, según el Mahavamsa, un buddhakhetta equivale a 61 mil millones de universos. El concepto se desarrolla especialmente en el budismo Mahayana, en los sutras del Loto y de Vimalakirti y en los dedicados a ciertos Budas como Amitabha, de los cuales el de la Tierra Pura es, con mucho, el más conocido, porque está en el centro de las creencias y prácticas de la corriente de la Tierra Pura, una de las más importantes del budismo.
En su concepto suelen ser similares a los Arūpalokas (los planos inmateriales en el Budismo Theravada), pero aunque comparten ciertas características espirituales y son estados superiores de existencia donde se experimenta gran paz, tienen diferencias fundamentales en su naturaleza y propósito.

## Discusión
En los sutras mahayana se mencionan muchas tierras puras. Bodhisattvas como Avalokiteshvara o Manjushri obtendrían tierras puras una vez alcancen la budeidad.
En el Sutra del Loto, seguidores cercanos de Buda, como Shāriputra, Mahākāśhyapa, Subhuti, Maudgalyāyana y el hijo de Buda, Rāhula, también tendrían tierras puras. El flujo de tiempo relativo en las tierras puras puede diferir, siendo un día en una tierra pura equivalente a años en otra.
Se ha documentado que las tierras puras surgen gracias a la aspiración e intención de un bodhisattva, como en el caso de Amitābha, pero otros discursos han codificado que están entrelazadas con la teoría del saṃbhogakāya y se entiende que se manifiestan sin esfuerzo y espontáneamente gracias a otras actividades de un Buda y a las cualidades puras y los misterios del trikaya. Los cinco rasgos de la Budeidad (los atributos del Sambhogakāya) juegan un rol: maestro perfecto, enseñanza, séquito, lugar y tiempo. (Dudjom Jigdral Yeshe Dorje, 2012, p. 1991)
Nakamura (1980, 1987: pág. 207) describe el trasfondo indio del imaginario padma del campo que es evidente iconográficamente, así como en asuntos de motivo y metáfora:

Las descripciones de la Tierra Pura en los sutras de la Tierra Pura estuvieron muy influenciadas por las ideas brahmánicas e hindúes y por la situación topológica de la India. Hubo un proceso de desarrollo del simbolismo del loto (padma) en el budismo de la Tierra Pura. El resultado final del pensamiento fue el siguiente: los aspirantes de fe y asiduidad nacen transformados (anupapāduka) en las flores de loto. Pero los que tienen dudas nacen en los capullos de loto. Permanecen en el cáliz de un loto (garbhāvāsa) durante quinientos años sin ver ni oír los Tres Tesoros. Dentro de las flores de loto cerradas disfrutan de los placeres como si estuvieran jugando en un jardín o en un palacio.
Nakamura Hajime (Nakamura, 1980, p. 207)

### La Fuente
Muy importante para todas las moradas puras es la 'Fuente' (en en tibetano: ཆོས་འབྱུང, wylie: chos 'byung; sánscrito: dharmodaya) desde la que habitan y que las sustenta, el 'Manantial' de miríadas de fuentes como emergentes. Puede entenderse como una interfaz, portal o epifanía entre el Dharmakaya y el Sambhogakaya. Es seminal en el establecimiento de los mandalas que rigen las dimensiones externas, internas o secretas. Es la apertura y consagración del espacio sagrado que envuelve y sostiene la extensión de la morada pura. En la iconografía se le representa por la estrella de seis puntas, los dos triángulos equiláteros entrelazados que forman una simetría. Corresponde al "sanctum sanctorum" (en sánscrito: garbha gṛha). Más tarde se convirtió en la pureza primordial del loto que sostiene los mandala, el thangka o el murti de la deidad. En la ubicación del templo, es el lugar de poder o "espíritu del lugar" que se auguraba o adivinaba en la geometría sagrada de la "geodesia" (en sánscrito: vāstu śāstra). En el yoga asana, la "fuente" es Vajrasana, el "asiento de la iluminación", el antiguo nombre de Bodh Gaya y un nombre alternativo para la mahamudra o padmasana.
"Fuente de fenómenos o cualidades (chos 'byung, dharmodaya). Pundarika define la dharmodaya como aquello de lo que se originan los fenómenos desprovistos de naturaleza intrínseca. Los "fenómenos desprovistos de naturaleza intrínseca" se refieren a los diez poderes, las cuatro intrepideces y los otros 84,000 aspectos de las enseñanzas. Su fuente, dharmodaya, es el reino puro, la morada de todos los budas y bodhisattvas, el lugar de la dicha, el lugar de nacimiento; no es el lugar que descarga sangre, orina y fluidos regenerativos, es decir, la vagina. Fuente: Stainless Light, Toh. 1347, vol. Da, f237a3-5."

### Campo de mérito
El campo de mérito (Wylie: tshogs zhing) es una representación pictórica en forma de árbol de los triratna y los gurú, que se usa en el budismo tibetano como objeto de veneración al refugiarse. Se visualiza internamente como una parte de la fase de comienzo de cada sadhana.
El campo de mérito es una Tierra Pura. Cada secta o escuela tiene su propia forma distintiva del árbol en el que se representan los numerosos poseedores de linaje o vidyadhara, así como los protectores del dharma o dharmapala.

En su discusión sobre la visualización del Campo de Mérito, Namkha'i vincula las Tres Joyas de Buda, Dharma y Sangha con las Tres Raíces de Gurú, Deva y Dakini:
El campo de mérito (tshogs zhing), que es la fuente de toda la acumulación de mérito, designa la manifestación de las Tres Joyas (Buda, Dharma, Sangha) y de las Tres Raíces (Gurú, Deva, Dakini) tal y como las visualiza el practicante.

### Mandala

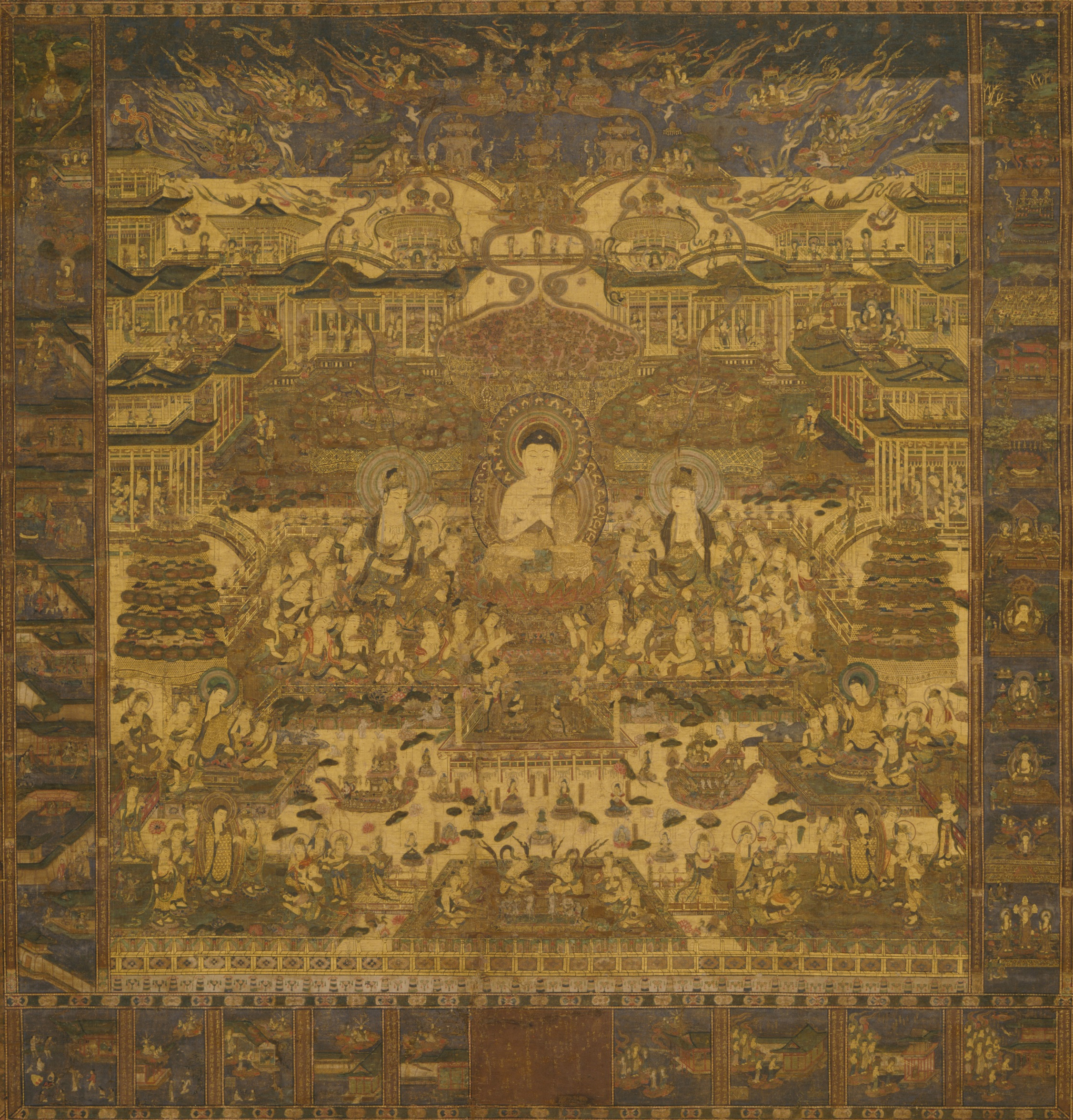
Mandala de la Tierra Pura: "絹本 著色 浄土 曼荼羅 図" en el Japón del período Kamakura (1185-1333), Museo Nacional de Kyushu.

Los mandalas, en especial los mandalas de arena, son 'tierras puras' y pueden ser entendidos como Nirmāṇakāya, como ocurre con todos los murti, thangka y herramientas sagradas que se han consagrado o dedicado, y como la 'deidad' (yidam) invocada y solicitada para residir. Algunos namkha son tierras puras. Según la teoría de Nirmāṇakāya (como tulku ), los nirmanakaya surgen espontáneamente gracias a la intención, aspiración, fe y devoción de la sangha.

## Tierras puras

### Tierras puras de los Cinco Tathagatas
Las cinco tierras puras de los cinco Tathagatas son:
- En el centro, Akaniṣṭha-Ghanavyūha, en el que está Vairocana
- En el este, Abhirati, en el que está Akshobhia
- En el sur, Śrīmat, en el que está Ratnasaṃbhava
- En Occidente, Sukhāvatī, en el que está Amitābha
- En el norte, Karmaprasiddhi o Prakuṭā, en el que está Amoghasiddhi

#### Abhirati
Algunos académicos han sugerido que la tierra pura de Abhirati, de Akshobhia, en el este es la tierra pura que se menciona primero en los sutras mahayana.

#### Sukhavati
Chagdud Tulku Rinpoche, en su discusión sobre la corriente mental de Lokeśvararāja que, en su plenitud, ha llegado a conocerse como Amitābha, afirna que:

Según el sutra conocido como El redoble de tambores, existía hace incontables eones un feliz reino cuyo soberano sentía gran devoción por el buda de la época, Lokesvararaya. El rey renunció a su reino, se hizo monje y juró alcanzar la iluminación. Expresó su intención de bodhicitta a través de cuarenta y ocho votos, y prometió rechazar la condición de buda si alguno de estos votos no se cumplía. Con estas palabras, la tierra tembló y llovieron flores del cielo. Resonaron las alabanzas y con ellas la profecía de que este monje se convertiría seguramente en un buda. Y así lo hizo, como el Buda Amitabha. 

En su vida como monje bodhisattva, Amitabha vio que existían innumerables reinos puros para realizados que habían salido victoriosos de los engaños de la mente, pero que ningún reino de este tipo era asequible para los que aún luchaban en el camino. Entre sus cuarenta y ocho votos estaba la aspiración de crear un reino puro para todos aquellos que escucharan su nombre, desearan alcanzar ese reino, establecieran las raíces de la virtud y dedicaran su mérito para renacer allí. Su intención era tan poderosa que juró rechazar la condición de buda si no le permitía manifestar dicho reino..

Sukhāvatī es, de lejos, la tierra pura más popular entre los budistas de Tierra Pura. Existen muchos textos budistas antiguos y recientes que reportan acerca la condición de sus creyentes moribundos. Algunos budistas y seguidores de otras religiones afirmaron que habían ido allí y regresado, y eran vistos como cultos.
Algunas enseñanzas controvertidas afirman que los sucesores de Amitabha en Sukhāvatī serían Avalokiteśvara y Mahāsthāmaprāpta.

### Otras tierras puras identificadas
- Pico del Buitre (靈鷲山 釋迦 淨土): Mientras Zhiyi cantaba el Sutra del loto, vio cómo se reunían allí el Buda Gautama y bodhisattvas. Nanyue Huisi (慧思 大師) dijo: "Solo tú puedes saber eso, solo yo puedo ponerte a prueba."
- Patio interior de Tushita (兜率 內 院):[22][23] Algunas escrituras budistas han señalado que Maitreya actualmente enseña en el patio interior de Tushita, con algunos maestros budistas, como Xuanzang, que expresan su deseo de ir allí.[24][25] También se sabe que otros monjes budistas soñaron con ir al patio interior de Tushita.[26][27] Algunos seguidores de Yiguandao afirmaron haber viajado allí.[28][29][30][31][32] El patio interior de Tushita fue históricamente un lugar popular para que los budistas desearan renacer;[33][34][35][36] sin embargo, la gran mayoría de los budistas de la Tierra Pura hoy esperan renacer en Sukhavati .[33][37][38]
- Vaidūryanirbhāsa (東方 淨 琉璃 世界) de Bhaisajyaguru en el este es comparado por algunos budistas de la tierra pura con la tierra pura de Amitabha en el oeste.[39] También se dice que Bhaisajyaguru tiene avatares en otras seis tierras puras.[40]
- La ciudad de Ketumati se describe como la tierra pura de Maitreya.[41][42]
- Zangdok Palri (la montaña de color cobre) de Padmasambhava está en la tierra. Dudjom Rinpoche dijo que estaba profetizado que todos los que se habían refugiado en Padmasambhava o cualquiera que tuviera algún tipo de conexión con él renacerían en Zangdok Palri.[43][44][45]
- Shambhala en las enseñanzas budistas de Kalachakra.
- Dhagpa Khadro de Vajrayogini .[46]
- Changle (長樂 淨土) de Qinghuadadi Taiyi Jiuku Tianzun (青 華大帝 太乙 救苦 天尊)[47][48] es una tierra pura taoísta. Taiyi Jiuku Tianzun también tiene Avatares en las tierras puras taoístas en diez direcciones (ocho direcciones, arriba, abajo).[49]

Hay algunos mundos de tierras puras en sutras controvertidos y textos de religión popular.